# 性科学の話題一覧
性科学に関する記事の一覧（性科学者については性科学者の一覧を参照）

## 生殖器
器官 - 性器 - 性感帯 - 去勢

### 男性生殖器
精巣 - 陰茎 - 精子 - 夢精 - 前立腺 - 海綿体 - 亀頭 - 包皮 -  射精 - 精液 - 割礼

### 女性生殖器
子宮 - 卵巣 - 陰裂 - 膣 - 処女膜- 小陰唇 - 大陰唇- 陰核 - 陰核亀頭 - 陰核包皮- 卵子 - 月経 - 初潮 - 女子割礼

## 産科学

### 周産期学
妊娠 - 胎盤 - 羊水 - 臍帯 - 陣痛 - 帝王切開 - 分娩 - 子宮外妊娠 - 双生児 - 母性看護 - 母子感染 - 早産 - 流産

### 不妊
不妊治療 - 体外受精 - クローン - 凍結精子 - 排卵誘発剤 - デザイナーベビー

### 避妊・妊娠中絶
永久中絶 - タンポン - 貞操帯 - 低用量ピル - コンドーム - 緊急避妊 - 流産器具 - キュレット - 妊娠中絶薬

## 性疾患
インターセックス - 乳癌 - 乳腺症

### 女性
子宮頸癌 - 子宮体癌 - 卵巣癌 - 胞状奇胎 - 絨毛癌 - 子宮内膜症 - 子宮筋腫

### 男性
前立腺肥大症 - 前立腺癌 - 精巣腫瘍 - 包茎 - 勃起不全 - 持続勃起症

### 精神的
性別不合 - 男性恐怖症 - 女性恐怖症

### 性感染症
性病 - 梅毒 - 淋病 - 軟性下疳 - 鼠径リンパ肉芽種 - エイズ - 性器クラミジア感染症

## ジェンダー
性別 - 男性 - 女性 - 性同一性 - 性的指向 - 宦官 - ハレム - カストラート - 性教育 - 愛 - 結婚

### 女性学
女性学 - 女性差別撤廃条約 - 男女雇用機会均等法 - フェミニズム - 男女共同参画社会基本法 - 女性専用車両

## 性犯罪
強姦 - 輪姦 - セクシャルハラスメント - 痴漢 - 配偶者による暴力(DV)

## 性交
前戯 - 性交体位 - オナニー - オーラルセックス - オルガスム - 勃起 - 愛液  - 腹上死

## 性語
おちんちん - 潮吹き

## 性風俗
アダルトビデオ - SM - 大人のおもちゃ - 性風俗産業に対する差別 - 風俗店

## その他
ビデ - 便所 - 性典